# Edo (razdoblje)
Razdoblje Edo (japanski: 江戸時代 Edo jidai) ili   razdoblje Tokugawa (japanski: 徳川時代 Tokugawa jidai) dio je japanske povijesti koji traje od 1603. do 1868. godine. To razdoblje označava vladavinu grada Edoa ili vladavinu šogunata Tokugawa, koji je 1603. godine uspostavio Tokugawa Ieyasu.
Prvi šogun razdoblja Edoa bio je Tokugawa Ieyasu, koji je vladao od 1603. do 1605. godine, a živio do 1616. Posljednji vladar ove dinastije bio je Tokugawa Yoshinobu, koji je bio zvan Keiki. Vladao je od 1867. do 1868. godine.
Tokugawa Ieyasu, prvi vladar razdoblja Edoa, u bitci kod Sekigahare 1600. godine pobijedio je Toyotomia Hideyoria, Ieyasu je postao vladar cijelog Japana i započeo dugačku vladavinu za svoju dinastiju. Hideyori i Ieyasu ponovo su se sukobili 1615. godine kada je ponovo pobijedio Ieyasua. Odmah poslije pobjede Ieyasu je prebacio svoje sjedište u grad Edo, strateški namješten grad koji će kasnije postati današnji Tokio. Ieyasu je umro 1616., a prije toga prenio je vlast na svoga sina. Vladanje Šogunata Tokugawa donijelo je 250 godina stabilnosti Japana.
Početak razdoblja Edoa se poklapa s posljednjim desetljećem trgovine s Europljanima za vrijeme koje je utjecaj Europljana jačao, na ekonomskom i religijskom području. Trgovinom se donosila zapadnjačka kultura, religija, shvaćanja i tako je nastao „kršćanski problem“. Problem je zapravo bio u kontroliranju daimyoa koji su prihvatili kršćanstvo i kontroliranju trgovine s Europom. Do 1650., kršćanstvo je bilo skoro istrijebljeno, i vanjska politika, ekonomski i religijski utjecaj su postali jako ograničeni. Samo su Kina, Nizozemska, Koreja, i za kratak period, Englezi uživali pravo da posjećuju Japan za vrijeme razdoblja Edoa, ali samo za komercijalne svrhe. Ostali Europljani koji bi se iskrcali na japansko tlo bili bi pogubljeni.
O kraju ovog razdoblja se i dalje raspravlja, ali najvjerojatniji razlog njegovog kraja prisilno je otvaranje Japana svijetu koje je proveo Matthew C. Perry, čija je armada (poznata u Japanu kao „crni brodovi“) napala Japan iz Japanskog zaljeva. Japan nije jednostavno pao zbog malog bombardiranja, nego su stranci doprinijeli da se ljudi u Japanu koji su kritizirali sustav pobune bakuhan. Nastavak te anti-bakuhan pobune će sredinom 19. stoljeća dovesti do pada režima Tokugawa.
Bakumacu je ime koje su povjesničari dali posljednjim godinama razdoblja Edoa. U posljednjim godinama Japan se modernizirao i utjecaj zapadnih sila je porastao. Trećeg siječnja 1868. godine proglašena je Restauracija Meiji. Ovako je nastupila nova era japanske povijesti, restauracija Meiji ili doba „prosvijetljenog vladanja“ u prijevodu. Car se vratio na svoje tradicionalno prijestolje.